# Byron Dinkins
Byron Stewart Dinkins (Charlotte, 15 giugno 1967) è un ex cestista statunitense, professionista nella NBA e in Europa.

## Palmarès
- Coppa Intercontinentale: 1

Panathinaikos: 1996